# Mkuze
Mkuze (auch Mkhuze, Mkuzi oder Mkusi) ist ein Ort in der südafrikanischen Provinz KwaZulu-Natal. Er gehört zur Lokalgemeinde Jozini im Distrikt Umkhanyakude. Der Ort ist Sitz der Distriktverwaltung und gilt als Handels- und Logistikzentrum der Elephant Coast, einem Tourismusgebiet im nördlichen KwaZulu-Natal.
Der Name des Ortes und der des Mkuze River, einem der Flüsse des Mkuze Wetland System, bezieht sich auf aromatische Bäume (Heteropyxis natalensis), die in Flussnähe wachsen. Ein anderer Erklärungsversuch verweist auf das isiZulu-Wort „khuza“ für „Warnung“ oder „Remonstrieren“ in Bezug auf Shakas Kriegsführung.
Mkuze liegt auf einer Höhe von 140 Metern über dem Meeresspiegel. 2011 hatte der Ort 4414 Einwohner in 2064 Haushalten auf 4,96 km².
In Mkuze gibt es einen Flughafen mit dem IATA-Code MZQ.

## Sehenswürdigkeiten
- Das Mkhuze Game Reserve ist für seine große Artenvielfalt von Vögeln bekannt. Die unterschiedlichen Habitate – von den Ausläufern der Lebomboberge im Osten über Savannengebiete und Sümpfe bis zu verschiedenen Wäldern – beherbergen über 400 verschiedene Vogelarten. Im Norden und Osten besteht die Grenze des Wildparks aus dem Mkuze River.[4][5]
- Der Ghost Mountain ist eine alte Grabstätte für Häuptlinge. In lokalen Legenden wird behauptet, dass es auf dem Berg spuke.